# Invisible Kid
Invisible Kid è un personaggio dei fumetti pubblicato dalla DC Comics, di cui diversi personaggi hanno indossato i panni.
- il primo, il cui vero nome è Lyle Norg, creato da Jerry Siegel (testi) e Jim Mooney (disegni), la sua prima apparizione è in Action Comics n. 267 (agosto 1960);
- il secondo è Jacques Foccart, creato da  Paul Levitz (testi) e Keith Giffen (disegni), la sua prima apparizione avviene in Legion of Super-Heroes Annual (Vol. 2[1]) n. 1 (1982).

## Biografia dei personaggi

### Lyle Norg
Il primo Invisible Kid fu Lyle Norg, comparso per la prima volta in Action Comics n. 267 nell'agosto 1960. Geniale chimico adolescente addestrato come spia dal governo terrestre, Lyle inventò il siero dell'invisibilità ed entrò tra le file della Legione dei Super-Eroi. Nel corso della sua permanenza nel gruppo Norg ha avuto non pochi scontri con i suoi compagni, lasciando formarsi un certo clima di sfiducia.
Privato di un braccio a causa di un incidente con il suo anello di volo, si ritirerà per un certo periodo aspettando la completa rigenerazione cellulare tramite trattamenti genetici. Dopo Crisi infinita si presume sia deceduto.

### Jacques Foccart
l secondo Invisible Kid fu Jacques Foccart, comparso per la prima volta in Legion of Super-Heroes Annual n. 1, del 1982. Ragazzo nativo della Terra, su consiglio di Brainiac 5 bevve il siero di Lyle Norg e ottenne i poteri di Invisible Kid (sviluppando più avanti l'abilità di teleportarsi) al fine di salvare la Terra da Computo, impadronitosi di sua sorella Danielle.
Cinque anni dopo divenne il Presidente della Terra e co-leader della Legione al fianco di Cosmic Boy, mentre sua sorella Danielle si unì ai Legionari SW6, acquisendo l'abilità di parlare con i computer ed adottando, con deliberata ironia, il soprannome di Computo.
Dopo gli eventi Crisi infinita è stato cancellato dalla realtà.